# Убити з інтригою
«Убити з інтригою» (англ. To Kill with Intrigue) — гонконгівський фільм з Джекі Чаном у головній ролі. Вийшов на екрани 1978 року.

## Сюжет
Жінка, вирішивши помститися сім'ї людини, яка знівечила її обличчя, пощадила лише хлопцеві Хсило. Між ними виникає любов. Але одного разу Хсило несподівано зникає, дізнавшись, що його близький друг насправді є главою клану «Смертельний дощ». Колишні друзі зустрічаються в смертельній сутичці.